# エクイニクス
エクイニクス（英: Equinix Inc.）は、データセンターの保有・リースおよび関連サービスを行う多国籍企業。アメリカ合衆国・カリフォルニア州・レッドウッドシティに本拠を置き、世界24カ国、約200カ所にデータセンターを保有している。NASDAQ上場企業（NASDAQ: EQIX）。2015年1月にREITに転換した。

## 沿革
1998年、ディジタル・イクイップメント・コーポレーションの施設管理者であったアル・エイブリー（Al Avery）とジェイ・アデルソン（Jay Adelson）によって設立された。データセンターのプラットフォームビジネスを志向し、2007年に英独仏などヨーロッパ主要国でデータセンターを運営していたIXEurope plcを買収、2010年にはフロリダ州に本拠を置いていた同業のSwitch and Data Facilities Company Inc.を買収し、企業規模を飛躍的に増加させた。地理的な拡大はその後も続き、2012年に中東地域に進出、2014年にブラジルのデータセンター運営事業者であるAlogの全株式を買収した。2015年5月、ロンドンに本拠を持つTelecity Group plcを買収することで、ヨーロッパにおいてもデータセンター最大手となった。
2015年4月より、定期的な配当の提供により株主価値を高める目的で、REIT（不動産投資信託）に事業形態を転換した。以降もベライゾン・コミュニケーションズからデータセンターを買収するなど、企業規模の拡大を続けている。
地域別の売上としては、南北アメリカが約5割、ヨーロッパおよび中東が約3割、アジア太平洋地域が約2割となっている。

## 日本におけるエクイニクス
日本には現在、コロケーションやインターコネクションなどのデータセンターサービスを行う「エクイニクス・ジャパン株式会社」（Equinix Japan K.K.）、データセンターに関する運用サービスを行う「エクイニクス・ジャパン・エンタープライズ株式会社」、アウトソーシングやモニタリング・セキュリティサービスなどを行う「エクイニクス・テクノロジー・サービス株式会社」の3法人がある。2015年11月、株式会社ビットアイルの株式公開買付けを実施し同社を間接出資子会社化したのち、2016年1月にビットアイル・エクイニクス株式会社に改称、2017年1月付けで現在の3法人に事業再編が実施された。
オフィスは東京（日本橋）にあり、東京および大阪市で「IBXデータセンター」の名称を持つ合計12のデータセンターを運営している。エクイニクスのアジア太平洋地域のビジネスにおいて、日本は最大規模の売上を持っている。